# 哈特福德 (肯塔基州)
哈特福德（英語：Hartford），是美国肯塔基州的一座城市。建立于1790年，面积约为7平方公里（2.7平方英里）。根据2010年美国人口普查，该市的人口为2,672人。